# Лаухамер
Лаухамер (њем. Lauchhammer) град је у њемачкој савезној држави Бранденбург. Једно је од 25 општинских средишта округа Обершпревалд-Лаузиц. Према процјени из 2010. у граду је живјело 17.593 становника. Посједује регионалну шифру (AGS) 12066176.

## Географски и демографски подаци
Лаухамер се налази у савезној држави Бранденбург у округу Обершпревалд-Лаузиц. Град се налази на надморској висини од 95 метара. Површина општине износи 88,4 km². У самом граду је, према процјени из 2010. године, живјело 17.593 становника. Просјечна густина становништва износи 199 становника/km².